# Tailândia nos Jogos Paralímpicos de Verão de 2004
Tailândia participou dos Jogos Paralímpicos de Verão de 2004, que foram realizados na cidade de Atenas, na Grécia, entre os dias 17 e 28 de setembro de 2004.
A delegação, com quarenta e três integrantes, conquista quinze medalhas (3 ouros, 6 pratas, 6 bronzes) e termina na trigésima quinta posição no quadro de medalhas.